# Lycodapus pachysoma
Lycodapus pachysoma är en fiskart som beskrevs av Peden och Anderson, 1978. Lycodapus pachysoma ingår i släktet Lycodapus och familjen tånglakefiskar. Inga underarter finns listade i Catalogue of Life.